# Judith Barrett
Judith Barrett (nacida como Lucille Kelley, 2 de febrero de 1909-10 de marzo de 2000), también conocida como Nancy Dover, fue una actriz de cine estadounidense de finales de la década de 1920 y durante la década de 1930, hasta 1940.

## Primeros años
Nacida y criada en Venus (Texas), Barrett era una de los tres hijos del ganadero Sam Kelley.
Barrett hizo varias apariciones en The Palace Theatre, Dallas, cuando aún iba a la escuela. Trabajó como modelo en unos grandes almacenes para desfiles de moda femenina.[cita requerida]

## Carrera
A los dieciséis años se subió a un tren rumbo a Hollywood. Su primera gran oportunidad le llegó en 1928, en una lujosa película comercial, The Sock Exchange junto con Bobby Vernon. En 1929 protagonizó cinco películas y pasó con éxito con las "películas sonoras". De 1928 a 1933 actuó como "Nancy Dover", y de 1930 a 1933 apareció en nueve películas, todas ellas con créditos.
En 1933, sólo apareció en una película, Marriage Humor, junto con Harry Langdon y Vernon Dent, mientras trabajaba en el teatro. No volvería a tener otro papel hasta 1936, cuando protagonizó el drama de crimen Yellowstone protagonizado por Henry Hunter, y junto con Ralph Morgan y Alan Hale. Fue la primera película en la que apareció como "Judith Barrett". Apareció en dos películas ese año, y en cinco en 1937, una de las cuales fue su primer papel no acreditado.
De 1938 a 1940, Barrett apareció en diez películas, todas ellas acreditada, incluida Road to Singapore, la primera película "de carretera" del equipo formado por Bing Crosby y Bob Hope. Barrett se retiró del cine tras su aparición en la comedia de 1940 Those Were the Days!, protagonizada por William Holden y Bonita Granville.

### Telegénica
Destacada por su belleza, la edición del 16 de octubre de 1939 del Baltimore Sun decía de ella: "Judith Barrett, guapa y rubia actriz, es la primera chica telegénica de la que se tiene constancia. En otras palabras, es el tipo perfecto de belleza para la televisión". The Salt Lake Tribune señaló que Barrett fue "seleccionada tras meses de pruebas exhaustivas por expertos en televisión, ingenieros de sonido, fotógrafos y especialistas en maquillaje". Paramount Pictures siguió con la selección presentándola en su película Television Spy (1939).

## Vida personal
En marzo de 1940, Barrett se casó con Lindsay C. Howard en Yuma (Arizona). Se divorciaron el 8 de abril de 1952. Anteriormente había estado casada con el actor Cliff Edwards.
Finalmente se instaló en Palm Desert, California, donde residía en el momento de su muerte, a la edad de 91 años, el 10 de marzo de 2000. Tuvo dos hijos con Howard y el matrimonio terminó en divorcio.

## Filmografía
| Año  | Título                       | Personaje                          | Notas                           |
| ---- | ---------------------------- | ---------------------------------- | ------------------------------- |
| 1928 | The Sock Exchange            | June                               | Acreditada como Nancy Dover     |
| 1929 | Happy Heels                  |                                    | Acreditada como Nancy Dover     |
| 1929 | Scandal                      | Janet                              | Acreditada como Nancy Dover     |
| 1929 | Skirt Shy                    | Nancy, la sirvienta                | Acreditada como Nancy Dover     |
| 1929 | Dynamite                     | Buena mezcladora                   | Sin acreditar, como Nancy Dover |
| 1929 | Romance De Luxe              |                                    | Acreditada como Nancy Dover     |
| 1930 | The Head Guy                 | Nancy                              | Acreditada como Nancy Dover     |
| 1930 | Oh Darling                   |                                    | Acreditada como Nancy Dover     |
| 1930 | The Fighting Parson          | La chica morena del salón de baile | Acreditada como Nancy Dover     |
| 1930 | The Big Kick                 | Novia de Harry                     | Acreditada como Nancy Dover     |
| 1930 | The Thoroughbred             | Colleen Riley                      | Acreditada como Nancy Dover     |
| 1931 | Cimarron                     | Donna Cravat                       | Acreditada como Nancy Dover     |
| 1931 | Big Business Girl            | Sarah Ellen                        | Acreditada como Nancy Dover     |
| 1931 | Hollywood Halfbacks          | Kay                                | Acreditada como Nancy Dover     |
| 1933 | Marriage Humor               |                                    | Acreditada como Nancy Dover     |
| 1936 | Yellowstone                  | Ruth Foster                        |                                 |
| 1936 | Flying Hostess               | Helen Brooks                       |                                 |
| 1937 | The Good Old Soak            | Ina Heath                          |                                 |
| 1937 | Let Them Live                | Rita Johnson                       |                                 |
| 1937 | Armored Car                  | Ella Logan                         |                                 |
| 1937 | Vogues of 1938               | Modelo                             | Sin acreditar                   |
| 1937 | Behind the Mike              | Jane Arledge                       |                                 |
| 1938 | Illegal Traffic              | Marie Arden                        |                                 |
| 1939 | Persons in Hiding            | Blase Blonde                       |                                 |
| 1939 | I'm from Missouri            | Lola Pike                          |                                 |
| 1939 | The Gracie Allen Murder Case | Dixie Del Marr                     |                                 |
| 1939 | Television Spy               | Gwen Lawson                        |                                 |
| 1939 | Disputed Passage             | Winifred Bane                      |                                 |
| 1939 | The Great Victor Herbert     | Marie Clark                        |                                 |
| 1940 | Road to Singapore            | Gloria Wycott                      |                                 |
| 1940 | Women Without Names          | Peggy Athens                       |                                 |
| 1940 | Those Were the Days!         | Mirabel Allstairs                  | (último papel cinematográfico)  |